# Bisseuil
Bisseuil foi uma antiga comuna do departamento de Marne, cuja localização era na região de Grande Leste, no norte da França.
Em 1 de janeiro de 2016, passou a fazer parte da nova comuna de Aÿ-Champagne.

## Geografia
Este município estava rodeado por Fontaine-sur-Ay, Mutry e Tauxières-Mutry ao norte, Bouzy ao nordeste, Tours-sur-Marne ao leste, Athis ao sudeste, Plivot ao sul, Oiry e Chouilly ao sudoeste, Mareuil-sur-Ay ao oeste e Mutigny e Avenay-Val-d'Or ao noroeste.

## História

### Igreja Paroquial Saint-Hélain
Surgiu na virada do século XII para o século XIII, mas só resta atualmente a ala norte dessa construção, pois o restante da igreja foi reconstruída no século XV. Mas a paróquia já existia havia muito tempo, desde quando São Heleno foi enterrado naquele local. Além disso, sofreu algumas modificações devido aos incêndios xe 1754 e 1768 e a fachada foi também reformada, em 1848.